# De levende himphamp
De levende himphamp is een sprookje uit Noord-Brabant over een opscheppende smid en een ridder die de vrouw van de smid mooier vindt dan zijn eigen vrouw.

## Himphamp
Een himphamp is een woord zonder duidelijke betekenis.

## Het verhaal
Het verhaal speelt zich af bij een kasteel aan de oever van 'het Rode Meer'. De bewonende ridder is niet blij met zijn lelijke vrouw. Hij heeft zijn oog laten vallen op de knappe echtgenote van een smid en de liefde is wederzijds. De smid staat bekend als een zwetser en de heer zegt dat hij daar genoeg van heeft. De smid heeft eens gezegd dat hij in één nacht een kasteel aan het Rode Meer kan bouwen. De ridder geeft hem de opdracht dit waar te maken en als dit niet lukt, zal de smid de volgende dag opgehangen worden. De vrouw zet hem aan te vluchten; ze wil graag van hem af. Vervolgens komt de smid een oud vrouwtje tegen op een heidepad en ze vraagt wat er aan de hand is. De smid vertelt wat er is gebeurd en de vrouw zegt dat zij het kasteel wel bouwen kan. Hij moet teruggaan naar zijn vrouw en de volgende ochtend naar zijn heer gaan.
Het vrouwtje verdwijnt en de volgende dag staat er inderdaad een nieuw gebouwd kasteel. De ophanging is afgewend, maar dan komt de heer met een nieuwe opdracht. Hij wil twee pasgeboren baby's zien die al papa en mama kunnen zeggen. De vrouw zet de man opnieuw aan te vluchten en hij ontmoet opnieuw de oude vrouw. Die nacht komen er twee kindjes bij de smid en de heer is verbijsterd als hij ze hoort spreken. 
Enkele dagen later komt de heer opnieuw langs, de smid moet een levende himphamp brengen. Zijn vrouw raadt hem weer aan te vluchten en hij ontmoet voor de derde keer de oude vrouw. De oude vrouw zegt hem stilletjes naar huis te gaan en met een bezem naar de zolder te klimmen. Hij moet door een gat boven de bedstee kijken en als iets gebeurt wat hij niet leuk vindt, moet hij "Hou vast" zeggen. Alles zal dan vast zitten. Dat doet de smid en glurend vanaf zolder ziet hij de heer bij zijn vrouw voor het bed staan. De heer wil eerst zijn behoefte doen en als deze om de pispot vraagt, zegt de smid "Hou vast" en de twee overspeligen zitten met hun handen vast aan de pispot. De vrouw roept de knecht en daarna de meid, die allebei ook vast komen te zitten. De smid ranselt het gezelschap af met de bezemsteel, maar ontziet de meid en de knecht. 
's Ochtends gooit hij de mensen zijn huis uit, het hemd van zijn vrouw is stuk. Hij stopt het dicht met klaver. Een koe die de klaver ruikt en op wil eten komt ook vast te zitten aan de klaver. Als een stier haar wil bespringen, komt ook hij vast te zitten. Ze komen bij het kasteel en het gezelschap maakt een groot kabaal. De smid ranselt zijn heer nog steeds af met een knuppel. Op een gegeven moment smeekt zijn vrouw de smid op te houden en deze laat de stier, de koe, de klaver, de meid, de knecht, de heer en de vrouw los met de spreuk "Laat los". De heer schaamt zich zo dat hij zich verdrinkt in het Rode Meer.

## Achtergronden
De behulpzame oude vrouw komt in vele sprookjes voor, bijvoorbeeld in De twaalf broeders (KHM9), De duivel met de drie gouden haren (KHM29), De roverbruidegom (KHM40), De drie vogeltjes (KHM96), De zoete pap (KHM103), De groente-ezel (KHM122), De duivel en zijn grootmoeder (KHM125), De stukgedanste schoentjes (KHM133), De ganzenhoedster aan de bron (KHM179), De waternimf in de vijver (KHM181), De ware bruid (KHM186), Het klosje, de schietspoel en de naald (KHM188) en De laars van buffelleer (KHM199).